# Jean-Luc Hervé Berthelot
Pour les articles homonymes, voir Hervé et Berthelot.
 (décembre 2016).
Si vous disposez d'ouvrages ou d'articles de référence ou si vous connaissez des sites web de qualité traitant du thème abordé ici, merci de compléter l'article en donnant les références utiles à sa vérifiabilité et en les liant à la section « Notes et références ».

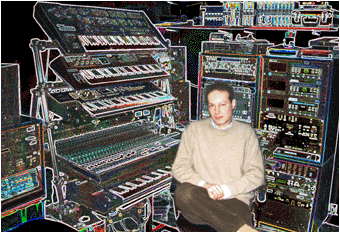
JLHB en studio - 1998

Jean-Luc Hervé Berthelot, né le 17 octobre 1954 à Drancy (dans l'ancien département de la Seine, 75), est un compositeur, producteur, sound designer et synthétiste français.
Peu connu en France, sa carrière débute à la fin des années 1960 et se déroule principalement au niveau international.

## Biographie
La seule biographie connue est celle parue dans le magazine polonais Estrada i Studio (Scène et studio, article reproduit sur le site officiel de JLHB), mais elle reste très incomplète et se concentre principalement sur le projet Tales.
Jean-Luc Hervé Berthelot est né le 17 octobre 1954 à Drancy, une petite ville proche de Paris. De son enfance sereine, il se souvient surtout des couleurs du superbe jardin de son père, et des groupes anglais des années 1960, écoutés à longueur de temps par son grand frère plus âgé de dix ans, qui deviendra par la suite le chanteur de rock 'n' roll Rocky Fury. C'est de lui qu'il reçoit à sept ans sa première guitare.
Quelques années plus tard, il entre au conservatoire pour une brève formation classique en piano et percussions, brève car il doit renoncer rapidement sous la pression de ses professeurs, qui n'apprécient pas sa vision trop « alternative » de la musique, et (anecdote) encore moins le piano qu'il avait préparé « à la manière de John Cage » pour l'examen de fin d'année.
Du conservatoire, il retient la découverte de compositeurs comme Debussy et Grieg, et les cours de composition où il affine son goût pour les assemblages sonores.
La suite de sa formation est essentiellement autodidacte. Il passe très vite sur des traités d'harmonie et de contrepoint (mais apprécie les Principes d'orchestration de Rimsky-Korsakov), et se concentre surtout sur deux ouvrages, plus proches de ses visions auditives, L'Art des bruits de Luigi Russolo et le Traité des objets musicaux de Pierre Schaeffer. Il croise des compositeurs comme Pierre Henry, Luc Ferrari, et İlhan Mimaroğlu (en), mais ses rencontres avec Herman Poole Blount, plus connu sous le nom de Sun Ra, et les musiques électroniques improvisées, notamment celle de Tangerine Dream (période 1970-1975) et celle de Conrad Schnitzler (qu'il rencontre à Berlin en 1973), sont véritablement déterminantes pour ses futures constructions musicales.
De 1970 à 1973, il est guitariste du groupe de rock psychédélique Cortico Stimuline. Parallèlement, il se passionne pour les synthétiseurs après ses rencontres avec Robert Moog en 1971, qui était à Paris pour présenter le Mini Moog, et Peter Zinovieff en 1972, au Putney Studio de Londres. C'est finalement l'EMS VCS 3 de ce dernier qu'il choisit d'acheter, le trouvant plus adapté aux expérimentations électroniques de son nouveau projet TôL MoL (futur projet Zreen Toyz).
De 1974 à 1978, il est bassiste du groupe de Rocky Fury. Cette collaboration avec son frère lui donne une solide expérience du travail scénique.
Dès 1977, il entreprend une carrière en soliste sous le nom de Jihel (contraction phonétique des deux premières lettres de son prénom). Il donne quelques concerts électroniques, mais, trouvant sa musique trop influencée par Klaus Schulze et Tangerine Dream, il s'oriente rapidement vers le travail en studio, où il développe un style plus personnel et plus expérimental après ses rencontres avec la chorégraphe Karine Marin et le réalisateur Louis Viallat. Trois albums résument cette période (1977-1984 ; voir discographie).
À la fin des années 1980 et au début des années 1990, il se consacre à des commandes de musiques pour des films documentaires, pour des chorégraphies, et pour des expositions artistiques.
En 1993, à la suite des évolutions techniques, et pour s'affranchir de certaines contraintes de production, il installe un studio d'enregistrement numérique à son domicile. C'est le début du projet Tales, dont le premier opus sort en 1996, un projet basé sur des albums conceptuels groupés en trilogies (voir discographie).
En 1999, il élabore le projet Elemental Noise (ex Elements of Noise) afin de réunir sur quatre albums thématiques une collection de musiques expérimentales; certains titres furent utilisés dans des documentaires (voir discographie).
En décembre 2005, passionné par la résurgence du mouvement psychédélique au travers de la Psytrance et de la Goa trance, il crée le projet electro-ambient Flying Species qui témoigne de sa parfaite assimilation des musiques électroniques actuelles. Le premier opus Connected Universes sort en 2006.
Le projet Tales arrivant à son terme en 2008, Jean-Luc Hervé Berthelot se concentre ensuite au développement international du projet Zreen Toyz (ex TôL MoL).
Afin de diffuser sa musique sans contrainte et de collaborer librement avec d'autres artistes, il rompt en 2010 avec les sociétés de droits d'auteurs et adhère à l'organisation Creative Commons. Il s'associe alors avec deux netlabels basés aux États-Unis, Gronde Murmure et Sillage Intemporel, qui lui permettent de distribuer largement l'ensemble de ses productions.

## Projets musicaux

### Elemental Noise(ex Elements of Noise)
Ambient expérimental, musique acousmatique.
On peut présenter Elemental Noise comme étant la facette la plus abordable du projet Zreen Toyz (ex TôL MoL).
Cet ensemble de titres, destinés à des documentaires et regroupés sur trois albums conceptuels, nous offre des pièces pour orchestre et textures électroniques, des paysages acousmatiques à la limite du palpable, et des trames subtiles constituées de cascades de notes, d'ondes hypnotiques et de séquences entrelacées.
Difficile d'accès, plus proche de la musique électroacoustique contemporaine, le quatrième et dernier album de ce projet, The Book of the Dead   (inspiré du Livre des Morts des anciens Égyptiens), sera par la suite réédité sous la bannière Zreen Toyz (ex TôL MoL).
En 2010, pour des raisons légales d'édition, et pour éviter toute confusion avec un homonyme américain, Elements of Noise devient Elemental Noise.

### Flying Species
Musique electro-ambient teintée de trance, musique psychédélique.
Par delà les générations et les genres, ce projet montre l'ouverture d'esprit du compositeur, son attachement atemporel au mouvement psychédélique, et sa parfaite assimilation des musiques électroniques actuelles.
On y retrouve des collages à la manière de The Orb et de Future Sound Of London, les espaces aériens et les touches sonores de Tales, des percussions electro-ambient colorées d'influences psytrance.

### Jihel
Musique électronique inspirée de l'école Berlinoise, musique expérimentale, musiques de films.
Jihel est le nom de scène utilisé par Jean-Luc Hervé Berthelot durant les années 1970. C'est également sous ce nom que sortiront les albums de cette période, et, par la suite, des projets particuliers comme des musiques de films (notamment Le Poubelloïde du réalisateur Laurent Gonel) ou des collaborations électroniques.
Les 33 tours de Jihel regroupent des versions courtes de titres joués sur scène (The Forgotten Sanctuary), des musiques pour les chorégraphies de Karine Marin (Pieces Of Memories), et des musiques de documentaires réalisés par Louis Viallat (Caves Full Of Clouds).
Ces trois albums ont été réédités en double CD en 2004 et en fichiers numériques en 2011.

### Tales
Musique ambient et ethno-ambient.
Ce projet est celui de la reconnaissance internationale. Les albums de Tales sont régulièrement réédités, notamment aux États-Unis et dans certains pays européens.
Un groupe de commandes pour des films documentaires est à l'origine des trois trilogies (voir discographie).
Jean-Luc Hervé Berthelot reconnaît les influences de Vangelis et de Tangerine Dream (période 1970) sur certains titres, mais la critique internationale soulignera surtout un style très personnel sur l'ensemble de sa production, style basé sur des structures musicales improvisées, enrichies par la suite de petites touches de couleurs sonores pour créer des ambiances mouvantes et spacieuses.
Commencé en 1996, le projet Tales s'achève en 2008 avec l'album Deep Space Topography.

### Zreen Toyz(ex TôL MoL)
Musique concrète, électroacoustique et électronique contemporaine.
Avec ce projet, à la fois le plus ancien et le plus long dans le temps, le compositeur travaille la matière sonore suivant l'inspiration du moment, une approche brute et instinctive par stratification où toute imperfection ou incident devient une aspérité sur laquelle accrocher des atmosphères ou des reflets. Il crée ainsi des paysages impalpables et intemporels où les vibrations, les bruits et les collages effacent la structure même du morceau.
Ces textures mouvantes habillent régulièrement des expositions artistiques, et sont parfois utilisées pour des chorégraphies contemporaines et des films documentaires.
Même si ses techniques de production sonore s'apparentent à la musique concrète et électroacoustique, Jean-Luc Hervé Berthelot ne s'identifie pas aux musiques dites contemporaines; il se déclare plutôt influencé par les musiques improvisées, notamment le Free jazz et le mouvement psychédélique à la fin des années 1960, puis par les musiques électroniques du début des années 1970 (il cite régulièrement Conrad Schnitzler). Il reconnaît également une attirance pour les travaux du Columbia-Princeton Electronic Music Center, principalement les musiques de Pril Smiley et İlhan Mimaroğlu (en).
En 2007, pour des raisons légales d'édition, le nom TôL MoL devient Zreen Toyz. C'est sous ce nom que le compositeur multiplie ses collaborations avec d'autres musiciens, en France, en Europe et aux États-Unis (voir le blog de Zreen Toyz).

## Discographie
Elemental Noise
- 1999 : Abstract Knowledge (Somewhere In Time - France)
- 2000 : The Curved Light (Somewhere In Time - France)
- 2001 : Infra-red Collision (Somewhere In Time - France)
- 2002 : The Book of the Dead (Somewhere In Time - France).

Flying Species
- 2006 : Connected Universes (aReW Recordings - Grande Bretagne).

Jihel
- 1979 : The Forgotten Sanctuary (Alien Circles - France)
- 1982 : Pieces Of Memories (Alien Circles - France)
- 1984 : Distri-Rock (Autoproduction Jean-Louis Descloux)
- 1985 : Caves Full Of Clouds (MindMusic - France)
- 2003 : Le Poubelloïde - Original Motion Picture Soundtrack (Sillage Intemporel - USA/France).

Tales
- The Asian Trilogy :
  - 1996 : Pictures of Asia (Somewhere In Time - France)
  - 1999 : Marco Polo, a life for a dream (Somewhere In Time - France)
  - 2006 : Sagarmatha (Sillage Intemporel - USA/France).
- The Myrddin Trilogy
  - 1997 : Stonehenge for Eternity (Somewhere In Time - France)
  - 2000 : Echoes from the Last Fairyland (Somewhere In Time - France)
  - 2007 : The Breath of Myrddin (Sillage Intemporel - USA/France).
- The Interstellar Trilogy :
  - 1998 : Interstellar Memories (Somewhere In Time - France)
  - 2001 : The Seskian Wars (Somewhere In Time - France)
  - 2008 : Deep Space Topography (Sillage Intemporel - USA/France).

Zreen Toyz
- 1974 : Hypnosis Rustle (Actuel - France)
- 1984 : Polyglot Ripples (Perspective - France)
- 1994 : Ephemeral Moon (Somewhere In Time - France)
- 2004 : Aesthetically Nebulous (Clinical Archives - Russie)
- 2008 : Abyssal Zones (Withering Trees - Allemagne)
- 2009
  - The Timeless Topographer (DNA Production - Russie)
  - Pocket Recycling (DNA Production - Russie)
- 2010 : Mineral Abstraction (AMP Records - Mexique)
- 2011
  - Underground Klang (Buddhist On Fire - USA)
  - Live Across The Ether 2011 (Gronde Murmure - USA/France)
- 2012
  - Mental Fragments (Gronde Murmure - USA/France)
  - Grimoire of Eternity (Nostress - Italie)
  - Klang Particles (Gronde Murmure - USA/France)
  - Lovecraft Memories (Gronde Murmure - USA/France).
- 2013
  - Microbiota (Gronde Murmure - USA/France)
  - Rouille (suRRism-Phonoethics - Allemagne)
  - Beyond Infinite Corridors of Mental Illness (Petroglyph Music - Norvège)
- 2014
  - Sound Drops (Gronde Murmure - USA/France)
  - Traces (Gronde Murmure - USA/France).

Zreen Toyz - Collaborations
- 2011
  - Zreen Toyz & Wehwalt - Mandala (Otorragie - France)
  - Zreen Toyz & Frédéric Gerchambeau - Méta-voyage de l'ouïe (Sillage Intemporel - USA/France)
  - Zreen Toyz & M.Nomized - Ice (Fraction Studio - France)
  - Zreen Toyz & Le Rouge - Oizik (Sillage Intemporel - USA/France)
  - Zreen Toyz & Saccomani - Thermal Balance Of Igloo In Melting Stage (Sillage Intemporel - USA/France)
  - Zreen Toyz, Usher, Wehwalt - Le Chrysaor Paraphile (Inner Cinema - Allemagne).
- 2012
  - Zreen Toyz & Øystein Jørgensen - Abyssal Soundscapes (DNA Production - Russie)
  - Zreen Toyz & Metek - A Complex Brain In Confused Adventures (Bruits Netlabel - France)
  - Dr. Zreen Toyz & Prof. Hal McGee - The Guacamole Euphoria Experiment (Sillage Intemporel - USA/France)
  - Zreen Toyz & William Spivey - Slant (Sound For Good - USA)
  - Zreen Toyz & Wehwalt - Méandres (Gronde Murmure - USA/France)
  - Zreen Toyz & Weinberger - Visions of Between (Gronde Murmure - USA/France).
- 2013
  - Zreen Toyz & Wehwalt - Métamorphoses (Gronde Murmure - USA/France)
  - Zreen Toyz & Usher - Der Traum (Inner Cinema - Allemagne)
  - Zreen Toyz & Usher - Au-Delà (Inner Cinema - Allemagne)
  - Klopenn (Zreen Toyz & Yann Breizh) - The Cure of Folly (Petroglyph Music - Norvège)
  - Zreen Toyz & Charles premier - Tous ces petits riens (Alter Sonic Records - France).
- 2014
  - Zreen Toyz & Jack Hertz - Fractal Blend of Primitive Icons and Numbers Stations (Aural Films - USA)
  - Klopenn (Zreen Toyz & Yann Breizh) - 7777 (Petroglyph Music - Norvège).

Zreen Toyz - projet "Arcane Waves"
- 2013
  - Arcane Waves - First Window (Gronde Murmure - USA/France)
  - Arcane Waves - Second Window (Gronde Murmure - USA/France)
  - Arcane Waves - Exit To Limbo (Gronde Murmure - USA/France)
  - Arcane Waves - Wasteland (Gronde Murmure - USA/France).